# 912

## Esdeveniments
- Nicolau el Místic esdevé Patriarca de Constantinoble.
- Abd al-Rahman III assoleix el càrrec de califa de Còrdova.
- Alexandre ocupa el tron de l'Imperi Romà d'Orient.

## Naixements
- (23 de novembre) - Otó I, emperador i fundador del Sacre Imperi Romanogermànic.

## Necrològiques
- Lleó VI el Filòsof, emperador romà d'Orient